# Сорделло
Сорде́лло або Сорде́ль (1200/20 р. — 1269/70 р.) — трубадур. Походив зі знатного мантуанського роду. Був при дворі графа Сан-Боніфачо, правителя Верони. Тут був закохався в його дружину Куніццу і викрав її. Переховувався в Іспанії та в Лангедоку. Перебував при дворах Карла I Анжуйського і графів Прованських. Сорделло брав участь у поході Карла I проти Манфреда Сицилійського, потрапив у полон, був викуплений.
З його творів збереглися 40 пісень. В «Плачі за Блакацем» (1236), — провансальським сеньйором, трубадуром і покровителем трубадурів, — Сорделло використав популярний в середньовічній літературі мотив «з'їденого серця». У своїй пісні Сорделло радить розділити серце такого доблесного лицаря між негідними владиками, аби ті стали такими ж сміливими.
Сповнене пригод життя Сорделло надихнуло Роберта Браунінга на створення поеми «Сорделло». Сорделло також дійова особа поеми Данте «Божественна комедія». У «Чистилищі» (пісні VI, VII і VIII) він стає провідником Данте і Вергілія, вказуючи на душі боязких земних владик — «героїв» жалоби за Блакацем.
Сорделло неодноразово в жартівливому тоні згадується в романі Роберто Боланьо «Чилійський ноктюрн».